# 日本ジャーナリスト専門学校
日本ジャーナリスト専門学校（にほんジャーナリストせんもんがっこう）は、東京都豊島区高田二丁目にかつて存在した作家・ライター・編集者・カメラマン等を養成する専門学校。設置者は学校法人情報学園。
1974年開校。2010年3月をもって閉校。閉校まで、日本で唯一、ジャーナリストを養成する専科専門学校であり、通称「ジャナ専」と呼ばれていた。

## 校風
多くの専門学校は就職のための技術養成が目的だが、本校では就職活動を行わない学生も多く、専門学校としては珍しく出席率等もあまり考慮されない。

## 校長・講師
本校の講師は校風によるものか、小説家やジャーナリスト以外にも新左翼活動家や新右翼活動家などが多く共存していた。
- 高橋源一郎 - 小説家（第1回三島由紀夫賞受賞）
- 重松清 - 小説家（第124回直木賞受賞）
- 藤沢周 - 小説家（第119回芥川賞受賞）
- 盛田隆二 - 小説家
- 絓秀実 - 文芸評論家（著書『大衆教育社会批判序説』では当校を厳しく批判している）
- 上野昻志 - 文芸評論家
- 渡部直己 - 文芸評論家
- 亀井淳 - ジャーナリスト
- 鈴木邦男 - 新右翼団体 一水会顧問
- 小野田襄二 - 元中核派政治局員。「ヘルメットにゲバ棒」スタイルの創始者
- 荒俣宏 - 博物学者、小説家
- 鴻英良 - 演劇批評家、翻訳者
- 正津勉 - 詩人
- 吉川勇一 - 英語講師
- 入江啓四郎 - ジャーナリスト、法学者
- 猪野健治 - ジャーナリスト
- 清水英夫 - ジャーナリスト、法学者
- 高木正幸 - ジャーナリスト
- 松浦総三 - ジャーナリスト
- 茶本繁正 ₋ ジャーナリスト
- 大竹オサム - 元バイク雑誌編集長、作家
- 中上紀 - 小説家（第23回すばる文学賞受賞）
- 高平哲郎 - 放送作家、演出家、評論家
- 井土紀州 - 脚本家、映画監督
- 玉川信明 - 評論家
- 小笠原賢二 - 文芸評論家
- 相倉久人 - ジャズ評論家
- 粉川哲夫- メディア批評家
- 樋口健二 - 報道写真家
- 丸山邦男 -評論家

### 歴代の校長
- 青地晨 - ジャーナリスト、元『世界評論』編集長
- 南博 - 社会心理学者、一橋大学教授
- 鳥井守幸 - 元毎日新聞論説委員、元サンデー毎日編集長
- 上野昻志 - 評論家

## 出身者
- 石黒謙吾（著述家・編集者）
- 石田洋介（シンガーソングライター）
- 内井義隆 (サンケイスポーツ編集局編集委員)
- 勝又悠（映画監督）
- 北健一郎（スポーツジャーナリスト）
- 北村年子（ルポライター、ノンフィクション作家、ラジオパーソナリティ）
- 紺野 敦 (NHK国際放送局番組出演者・KBS WORLD Radio在京メディアレポーター・朝日新聞姉妹紙 朝日シティニュース記者・朝日新聞姉妹紙社友・休刊)
- 三平×2（中退）
- 志村一矢（ライトノベル作家）
- 鈴木健（週刊プロレス編集次長・週プロモバイル編集長）
- 高橋美香 (アニメーター、デザイナー)
- 谷口千秋 (ライター、編集者・故人)
- 谷口雅彦（写真家、アートプロデューサー、近現代写真研究家）
- 二宮清純（評論家・スポーツジャーナリスト）
- 西村浩一(サンスポ編集局 故人)
- 野原広子 (フリーライター)
- 松本稔 (脚本家)
- 山本直子（アニメーター）

## アクセス
- 東京都電車　学習院下停留場　徒歩
- JR山手線　西武新宿線　東京メトロ東西線　高田馬場駅　徒歩